# Solo de guitarra
Um solo de guitarra é uma passagem melódica na guitarra interpretada numa música. É mais comum no âmbito do heavy metal e do rock instrumental, embora também apareça frequentemente no blues, jazz e vertentes do rock. O solo pode ser executado de várias formas, mas sempre obedecendo a tonalidade da música, e pode ser de curta ou longa duração.

Um guitarrista executando uma frase na guitarra.

## Visão Geral
Pode-se dizer que um solo de guitarra é qualquer frase ou lick interpretado por uma guitarra, mas popularmente os solos são conhecidos como seções de uma música onde uma melodia é tocada acompanhada do baixo e da bateria, sem a presença do vocalista, em qualquer momento dela. Maioria das músicas de heavy metal possuem solos após um refrão, mas não é regra. No caso do folk, em maioria das vezes, o solo de guitarra não costuma ter acompanhamento de outros instrumentos, havendo apenas a guitarra elétrica ou o violão junto com a voz.

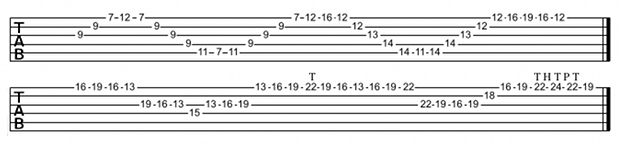
Uma tablatura mostrando um exemplo de solo na guitarra elétrica utilizando sweep picking. (clique para ampliar)

Para uma boa composição, é necessário considerável conhecimento de teoria musical, principalmente escalas (como pentatônica menor e maior, menor harmônica e melódica, etc), ritmo e modos gregos. Guitarristas virtuosos como John Petrucci e Kiko Loureiro se utilizam de muita técnica aliada ao feeling em suas composições, resultando em melodias velozes e impactantes. À respeito de técnica, pode-se citar Eddie Van Halen, que tornou o tapping extremamente conhecido no mundo do rock, revolucionando o jeito de se solar, e David Gilmour, conhecido pelo seu jeito único de executar bends e slides.
No rock progressivo e no metal progressivo, por exemplo, solos de guitarra de longa duração são comuns, precedidos ou sucedidos de solos de baixo e até de bateria, esbanjando técnica e criatividade em compassos diferenciados.
A complexidade da execução de um solo depende muito da intenção que o guitarrista quer passar com sua música. Muitos utilizam arpejos, tappings, bends de um até dois tons inteiros, entre outras técnicas mais avançadas, como nas melodias do Luca Turilli, ex-guitarrista do Rhapsody of Fire, mas há aqueles que simplesmente tocam uma frase sem muita técnica, mas com uma harmonia condizente com o andamento da música, como o solo Smells Like Teen Spirit, do Nirvana.
Compositores do período da Renascença que escreveram para quatro violões incluem Alonso Mudarra , Miguel de Fuenllana , Adrian Le Roy e Guillaume de Morlaye . Alguns compositores conhecidos do violão barroco foram Gaspar Sanz , Robert de Visée e Francesco Corbetta . De aproximadamente 1780 a 1850, o violão contava com inúmeros compositores e artistas, incluindo: Filippo Gragnani (1767–1820), Antoine de Lhoyer (1768–1852), Ferdinando Carulli (1770–1841), Francesco Molino (1774–1847), Fernando Sor (1778–1839), Mauro Giuliani (1781–1829), Niccolò Paganini (1782–1840), Dionísio Aguado (1784–1849), Luigi Legnani (1790–1877), Matteo Carcassi (1792–1853), Napoleão Coste (1805–1883) e Johann Kaspar Mertz (1806–1856). A partir da década de 1920, o solista de violão Andrés Segovia popularizou a guitarra com turnês e gravações fonográficas iniciais. Artistas de solo de guitarra clássica moderna que são conhecidos por tocar repertório moderno incluem Leo Brouwer, John Schneider, Reinbert Evers, Maria Kämmerling, Siegfried Behrend, David Starobin ,Mats Scheidegger, John Williams e Magnus Andersson.
Música tradicional e popular
Blues, R & B e rock and roll
Embora solos de guitarra sejam usados em uma ampla gama de gêneros, o termo "solo de guitarra" geralmente se refere a solos de guitarra elétrica tocados em blues e rock . Ao contrário de guitarras acústicas como a guitarra clássica ou a guitarra de corda de aço, a guitarra elétrica é tocada através de um amplificador de guitarra para tornar o instrumento alto o suficiente . Os amplificadores de guitarra também têm pré-amplificadores e controles de tom, e em alguns casos, controles de overdrive que modificam o tom. O uso de um solo de guitarra como um interlúdio instrumental foi desenvolvido por músicos de blues como John Lee Hooker , Muddy Waters e T-Bone Walker, e jazz como Charlie Christian. O clássico honky tonk de 1940 de Ernest Tubb, Walking the Floor Over You foi a primeira gravação de "sucesso" a destacar e destacar um solo de uma guitarra elétrica padrão - apesar de sucessos anteriores terem guitarras elétricas de aço colo . O mestre de blues Lonnie Johnson também gravou pelo menos um solo de guitarra elétrica, mas sua inovação não foi muito notada nem influente.
Howlin 'Wolf, Muddy Waters, Willie Dixon e Jimmy Reed tocaram em Chicago em um estilo caracterizado pelo uso de guitarra elétrica, às vezes slide guitar, gaita e uma seção rítmica de baixo e bateria.[2] No final da década de 1950, um novo estilo de blues emergiu no West Side de Chicago, pioneiro de Magic Sam, Buddy Guy e Otis Rush na Cobra Records.[3] O 'West Side Sound' teve forte apoio rítmico de uma guitarra base, baixo e bateria, e interpretado por Guy, Freddie King., Magic Slime Luther Allison foram dominados pelo violão elétrico amplificado.[4][5] Outros artistas de blues, como John Lee Hooker, tiveram influências não diretamente relacionadas ao estilo de Chicago. O blues de John Lee Hooker é mais "pessoal", baseado na voz profunda de Hooker acompanhada por uma única guitarra elétrica.
Estes e outros guitarristas de blues inspiraram a aparição de muitos solistas virtuosos de fusão do blues rock, começando em 1963 com as primeiras grandes gravações de Lonnie Mack.[6] Um desses solistas, Jimi Hendrix, era uma raridade em seu campo na época: um homem negro que tocava rock psicodélico . Hendrix era um guitarrista habilidoso e um pioneiro no uso inovador de distorção e feedback de áudio em sua música.[7] Através destes artistas e outros, a música blues influenciou o desenvolvimento da música rock.[8] Outro importante solista de blues rock nas décadas de 1960 e 1970 foi Eric Clapton., um artista branco. No início dos anos 1970, surgiu o estilo rock-blues do Texas, que usava guitarras em papéis solo e ritmo (por exemplo, Stevie Ray Vaughan, um artista branco).
Rock
Os primeiros solos de guitarra rock, como exemplificado por gravações populares de Duane Eddy e Link Wray no final dos anos 50, eram melodias instrumentais relativamente simples.[9] No início da década de 1960, a música instrumental representava um passo à frente na complexidade sonora das melodias do rock. Em 1963, o solo dramático e tecnicamente avançado de guitarra elétrica subiu à ribalta com os recordes de Lonnie Mack, "Memphis" e "Wham!" (mais tarde coberto por The Ventures, Stevie Ray Vaughan e outros), e em breve, com o advento do blues rock e do rock psicodélicoem meados dos anos 1960, tornou-se uma parte característica da música rock. Mais tarde ainda, os solos de guitarra se tornaram uma característica definidora do gênero rock do heavy metal , no qual a maioria das músicas apresenta um solo. Solos de metal muitas vezes mostram o virtuosismo dos guitarristas, especialmente em estilos de metal que usam técnicas de guitarra para o rápido tocar de escalas e arpejos. Desde a década de 1960, os guitarristas muitas vezes alteraram o timbre de sua guitarra adicionando efeitos de guitarra eletrônica, como reverb, distorção, delay e chorus, para tornar o som mais completo e adicionar tons harmônicos. Outros efeitos usados em solos incluem o pedal wahe a caixa de conversa.
As bandas de rock geralmente têm dois guitarristas, designados " lead " e " rhythm ", com o vocalista tocando os solos e as melodias instrumentais enquanto o ritmo acompanha os acordes ou riffs. Em alguns casos, dois guitarristas compartilham o papel principal. Mais música rock é baseado em torno de canções em tradicionais formas. As principais características formais são versos, refrões e pontes. O solo de guitarra é geralmente a parte instrumental mais significativa de uma música rock mainstream. Em outros gêneros relacionados ao rock, como pop e dance music, sintetizador geralmente desempenha esse papel.
Na forma clássica verso-refrão , muitas vezes cai entre o segundo refrão e o terceiro verso. Solos estendidos de guitarra às vezes são usados como o outro da música, como " Comfortably Numb ", do Pink Floyd , e " November Rain ", do Guns N 'Roses.
Eddie Van Halen em 1977
O uso de solos de guitarra em hard rock e heavy metal foi notável durante os anos 80, quando solos rápidos de " destruição " eram comuns; um guitarrista virtuista de uma banda pode ser mais conhecido que o cantor. Durante esse tempo, os jogadores começaram a usar técnicas de harmônicas avançadas mais amplamente. Mais tarde, os guitarristas que desenvolveram instalações técnicas consideráveis começaram a lançar álbuns com composições instrumentais de guitarra. Os solos de guitarra na música popular diminuíram na moda em meados dos anos 90, coincidindo com o aumento da popularidade do nu metal e do grunge. Nu metal diferiu significativamente de sub-gêneros anteriores de metal e solos de guitarra abandonados completamente, com exceção de alguns preenchimentos de chumbo raros aqui e ali, enquanto o grunge não abandonou totalmente os solos e os incluiu de tempos em tempos. Os solos de guitarra também se tornaram menos proeminentes em muitos estilos pop e popular de rock; seja reduzido a uma curta transição de quatro compassos ou totalmente omitido, em um amplo afastamento do uso pesado de solos no rock clássico dos anos 1960, 1970, 1980 e início dos anos 90. A música clássica do rock é cheia de solos, juntamente com bandas de rock clássicas que ainda estão ativas a partir de 2018.
Ocasionalmente, uma música contém um solo de guitarra de duas partes com ritmo e solos de guitarra (por exemplo, " Master of Puppets " do Metallica), ou dois solos com chumbo e ritmo tocando solos complementares - como com Twisted Sister 's "30", " Hallowed Be Thy Name" do Iron Maiden, " The Trooper " ou "Mechanix" do Megadeth. Algumas bandas de rock usam solos harmonizados de guitarra dupla como parte de seu som de assinatura, como Wishbone Ash. Isso foi popularizado pela Allman Brothers Band em seu álbum At Fillmore East.